# Urbès
Ne doit pas être confondu avec Urbeis.
Urbès (prononcé [yrbɛs] ou [urbɛs] ; en alsacien Urwes) est une commune française située dans la circonscription administrative du Haut-Rhin et, depuis le 1er janvier 2021, dans le territoire de la Collectivité européenne d'Alsace, en région Grand Est.
Cette commune se trouve dans la région historique et culturelle d'Alsace.

## Géographie
Dernier village alsacien avant le col de Bussang, Urbès occupe un vallon encaissé d'origine glaciaire.
C'est une des 188 communes du parc naturel régional des Ballons des Vosges.
| Bussang Vosges                   | Fellering |                     |
|                                  | Urbès     | Husseren-Wesserling |
| Saint-Maurice-sur-Moselle Vosges |           | Storckensohn        |

### Hydrographie

#### Réseau hydrographique
La commune est dans le bassin versant du Rhin au sein du bassin Rhin-Meuse. Elle est drainée par le ruisseau Langmattruntz et le ruisseau Bruckenbach,,.

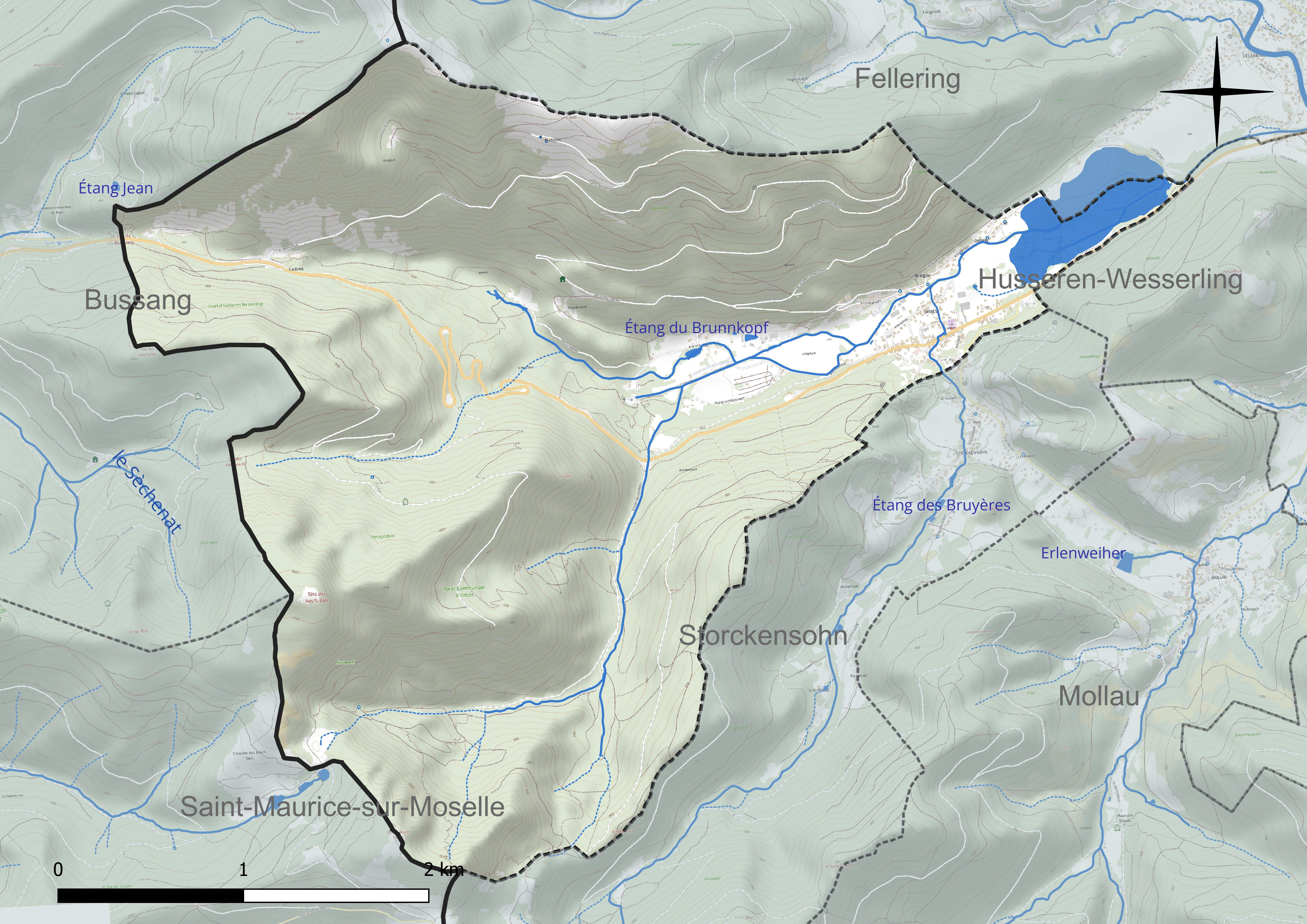
Réseau hydrographique d'Urbès.

Un plan d'eau complète le réseau hydrographique : l'étang du Brunnkopf (0,2 ha),.

#### Gestion et qualité des eaux
Le territoire communal est couvert par le schéma d'aménagement et de gestion des eaux (SAGE) « Thur ». Ce document de planification concerne le bassin versant de la Thur. Ce territoire s'étend sur 544 km2. Le périmètre a été arrêté le 4 mars 1996 et le SAGE proprement dit a été approuvé le 14 mai 2001. La structure porteuse de l'élaboration et de la mise en œuvre est la Direction départementale de l'agriculture et de la forêt du Haut-Rhin. 
La qualité des cours d’eau peut être consultée sur un site dédié géré par les agences de l’eau et l’Agence française pour la biodiversité. 

### Climat
Pour des articles plus généraux, voir Climat du Grand Est et Climat du Haut-Rhin.
En 2010, le climat de la commune est de type climat de montagne, selon une étude du Centre national de la recherche scientifique s'appuyant sur une série de données couvrant la période 1971-2000. En 2020, Météo-France publie une typologie des climats de la France métropolitaine dans laquelle la commune est exposée à un climat semi-continental et est dans la région climatique  Vosges, caractérisée par une pluviométrie très élevée (1 500 à 2 000 mm/an) en toutes saisons et un hiver rude (moins de 1 °C). 
Pour la période 1971-2000, la température annuelle moyenne est de 9,1 °C, avec une amplitude thermique annuelle de 16,8 °C. Le cumul annuel moyen de précipitations est de 1 366 mm, avec 13,9 jours de précipitations en janvier et 10,7 jours en juillet. Pour la période 1991-2020, la température moyenne annuelle observée sur la station météorologique de Météo-France la plus proche, « Markstein Crete », sur la commune d'Oderen à 3 km à vol d'oiseau, est de 6,3 °C et le cumul annuel moyen de précipitations est de 1 489,3 mm. 
La température maximale relevée sur cette station est de 30,3 °C, atteinte le 7 août 2015 ; la température minimale est de −20,4 °C, atteinte le 20 décembre 2009,,. 
Les paramètres climatiques de la commune ont été estimés pour le milieu du siècle (2041-2070) selon différents scénarios d'émission de gaz à effet de serre à partir des nouvelles projections climatiques de référence DRIAS-2020. Ils sont consultables sur un site dédié publié par Météo-France en novembre 2022.

## Urbanisme

### Typologie
Au 1er janvier 2024, Urbès est catégorisée commune rurale à habitat dispersé, selon la nouvelle grille communale de densité à sept niveaux définie par l'Insee en 2022.
Elle est située hors unité urbaine et hors attraction des villes,.

### Occupation des sols
L'occupation des sols de la commune, telle qu'elle ressort de la base de données européenne d’occupation biophysique des sols Corine Land Cover (CLC), est marquée par l'importance des forêts et milieux semi-naturels (91,1 % en 2018), une proportion identique à celle de 1990 (91,1 %). La répartition détaillée en 2018 est la suivante : 
forêts (84,6 %), zones agricoles hétérogènes (3,7 %), milieux à végétation arbustive et/ou herbacée (3,7 %), zones urbanisées (3 %), espaces ouverts, sans ou avec peu de végétation (2,7 %), zones humides intérieures (2,2 %). L'évolution de l’occupation des sols de la commune et de ses infrastructures peut être observée sur les différentes représentations cartographiques du territoire : la carte de Cassini (XVIIIe siècle), la carte d'état-major (1820-1866) et les cartes ou photos aériennes de l'IGN pour la période actuelle (1950 à aujourd'hui).

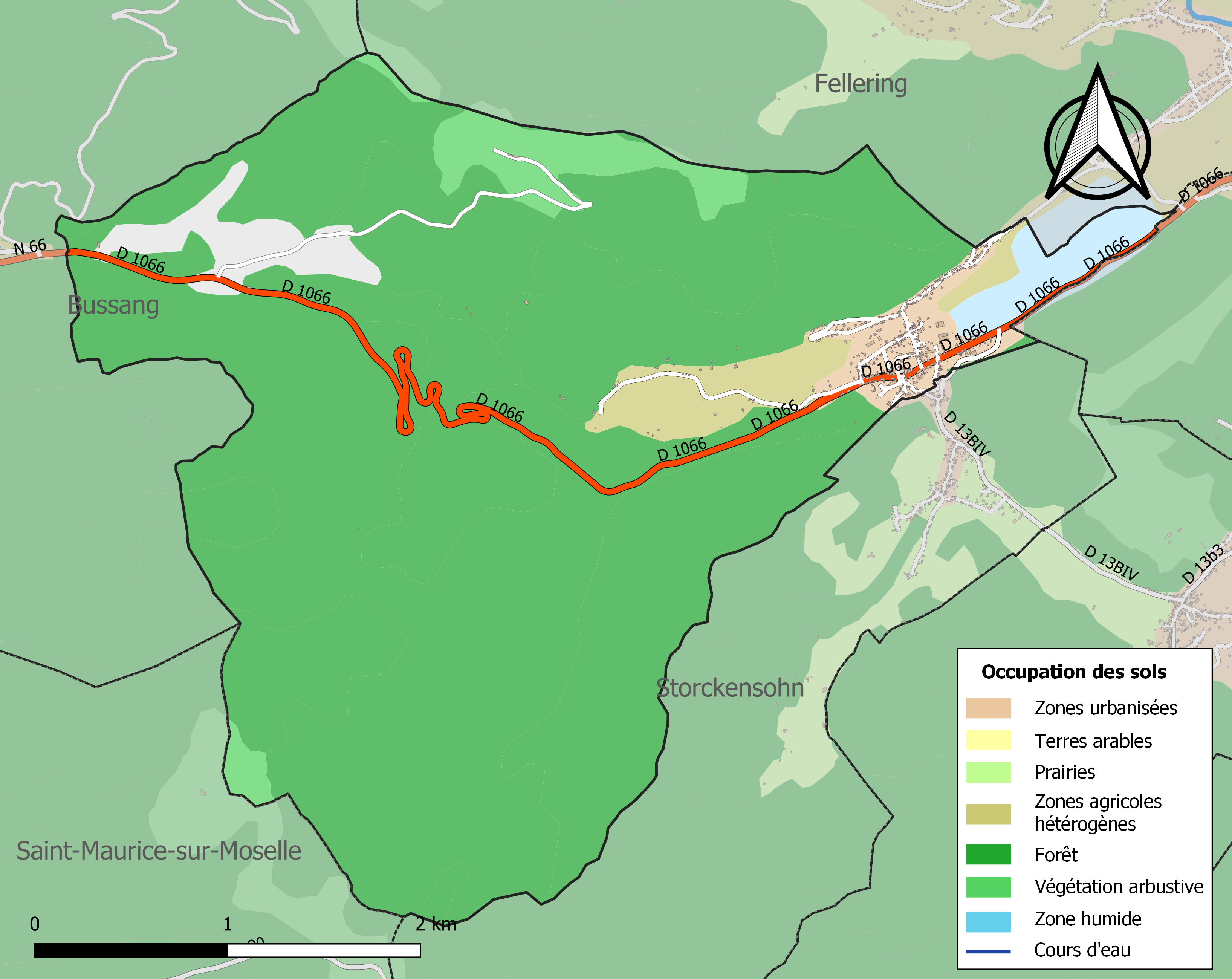
Carte des infrastructures et de l'occupation des sols de la commune en 2018 (CLC).

## Toponymie
Urbeis (1216), Vrbeis (1357), Zu ober Vrbays (1495), Urbis (1576), Urbs (1580), Urbis (1654), Urbes (1793), Urbay (1801). 

En alsacien Urwes.

## Histoire
Citée sous le nom d'Urbeis dès 1192, la localité faisait partie de la commune de Mollau, territoire de l'abbaye de Murbach, jusqu'à la Révolution. Des mines de cuivre y étaient exploitées du XVIe au XVIIIe siècle, puis l'industrie textile s'y implanta au XIXe siècle.
Le projet d'un tunnel ferroviaire devant traverser le massif des Vosges fut mené sur plus de 4 km à partir de 1932, mais abandonné en 1938,,.
Cette galerie fut aménagée sur 1 800 m par les nazis pour servir d'usine fabriquant des pièces pour moteurs d'avions pour le compte de Daimler-Benz. Près de 1 000 déportés provenant de toute l'Europe y furent déportés entre mars et octobre 1944. Le lieu fut une annexe de Dachau et du Struthof.
Les nazis édifièrent un barrage à 1 860 m de l'entrée pour capter les eaux de ruissellement. Aujourd'hui, cette importante réserve d'eau potable alimente une grande partie des communes de la Communauté de communes de la Vallée de Saint-Amarin.

## Patrimoine et sites

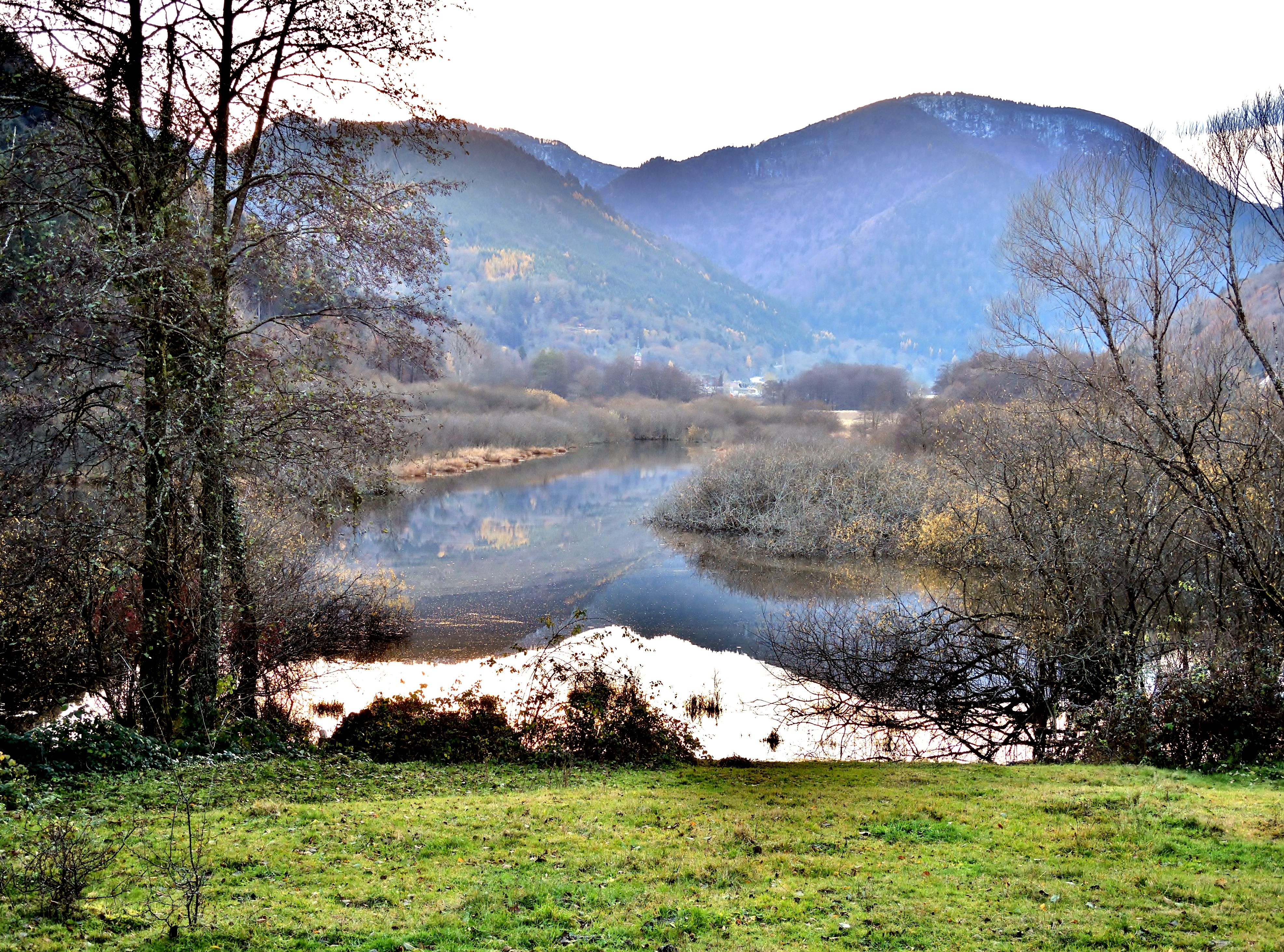
Le Sée d'Urbès.

- Le See d'Urbès, tourbière de 40 hectares.
- Église bâtie en 1847[23],

orgues datant de 1850,,
presbytère.
- Monuments commémoratifs :

Monument aux morts, Plaque commémorative du 3e R.T.A., Mémorial du tunnel d'Urbès, Monument commémoratif des Fusillés au Col de Bussang, Carré militaire dans le cimetière communal, Tombes militaires : trois tombes de soldats allemands situées dans le cimetière communal,
Mémorial du tunnel d'Urbès,
Cimetière.

### Héraldique
| Blason d'Urbès | Les armes d'Urbès se blasonnent ainsi : « Coupé de sinople et de gueules, à la roue de voiture à huit rais d'or en chef, à la lampe antique de mineur d'argent en pointe, à la fasce ondée d'argent brochante sur la partition. » |

Armoiries créées en 1978. Le sinople évoque les prairies et les forêts, la face ondée symbolise le See, l'ancien lac devenu tourbière, tandis que la roue de voiture rappelle le trafic actif dès le Moyen Âge. La lampe est celle des mineurs du cuivre.

## Politique et administration

### Budget et fiscalité 2015

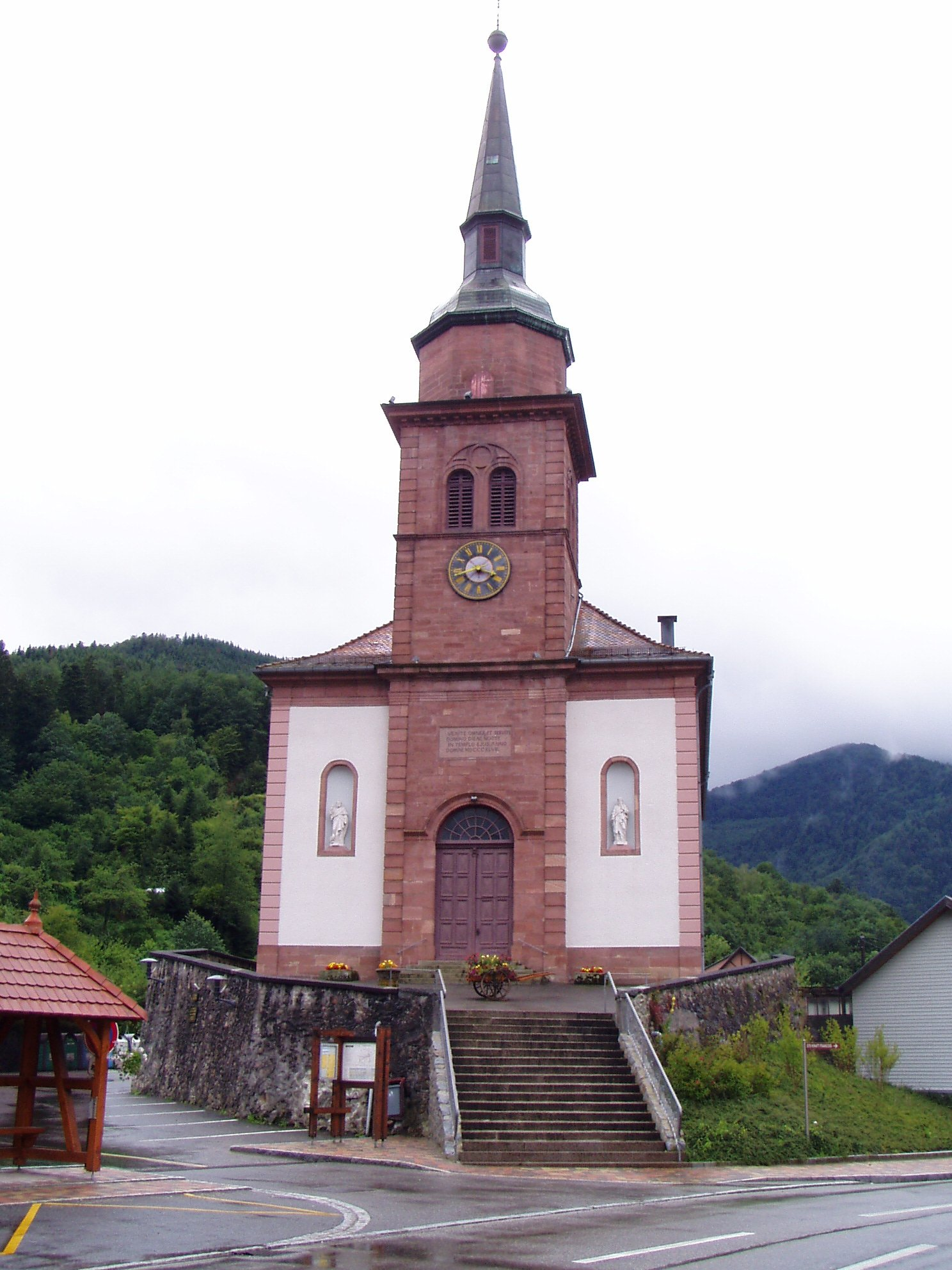
L'église d'Urbès, consacrée en octobre 1847.

En 2015, le budget de la commune était constitué ainsi:
- total des produits de fonctionnement : 476 000 €, soit 1 037 € par habitant ;
- total des charges de fonctionnement : 521 000 €, soit 1 135 € par habitant ;
- total des ressources d’investissement : 285 000 €, soit 622 € par habitant ;
- total des emplois d’investissement : 210 000 €, soit 458 € par habitant.
- endettement : 393 000 €, soit 854 € par habitant.

Avec les taux de fiscalité suivants :
- taxe d’habitation : 10,65 % ;
- taxe foncière sur les propriétés bâties : 15,54 % ;
- taxe foncière sur les propriétés non bâties : 107,69 % ;
- taxe additionnelle à la taxe foncière sur les propriétés non bâties : 0,00 % ;
- cotisation foncière des entreprises : 0,00 %.

### Liste des maires
| Période                                  | Période   | Identité                | Étiquette | Qualité                                                  |
| ---------------------------------------- | --------- | ----------------------- | --------- | -------------------------------------------------------- |
| 1946                                     | 1966      | Antoine Weber           |           | Démissionnaire pour raison de santé                      |
| décembre 1966                            | mars 1983 | Eugène Neff (1916-2007) |           | Contremaître à la Manufacture d'impression de Wesserling |
| mars 1983                                | mars 2001 | Gilbert Ehlinger        |           |                                                          |
| mars 2001                                | 2020      | Claude Ehlinger         |           |                                                          |
| 2020                                     | En cours  | Stéphane Kuntz          |           |                                                          |
| Les données manquantes sont à compléter. |           |                         |           |                                                          |

## Démographie
L'évolution du nombre d'habitants est connue à travers les recensements de la population effectués dans la commune depuis 1800. Pour les communes de moins de 10 000 habitants, une enquête de recensement portant sur toute la population est réalisée tous les cinq ans, les populations de référence des années intermédiaires étant quant à elles estimées par interpolation ou extrapolation. Pour la commune, le premier recensement exhaustif entrant dans le cadre du nouveau dispositif a été réalisé en 2004.

En 2022, la commune comptait 437 habitants, en évolution de +0,69 % par rapport à 2016 (Haut-Rhin : +0,66 %, France hors Mayotte : +2,11 %).
| 1800 | 1806 | 1821 | 1831 | 1836 | 1841 | 1846  | 1851  | 1856  |
| ---- | ---- | ---- | ---- | ---- | ---- | ----- | ----- | ----- |
| 448  | 550  | 678  | 871  | 907  | 890  | 1 000 | 1 036 | 1 035 |

| 1861  | 1866  | 1871  | 1875 | 1880 | 1885 | 1890 | 1895 | 1900 |
| ----- | ----- | ----- | ---- | ---- | ---- | ---- | ---- | ---- |
| 1 096 | 1 063 | 1 056 | 931  | 863  | 823  | 781  | 811  | 774  |

| 1905 | 1910 | 1921 | 1926 | 1931 | 1936 | 1946 | 1954 | 1962 |
| ---- | ---- | ---- | ---- | ---- | ---- | ---- | ---- | ---- |
| 799  | 800  | 730  | 676  | 659  | 834  | 640  | 616  | 613  |

| 1968 | 1975 | 1982 | 1990 | 1999 | 2004 | 2006 | 2009 | 2014 |
| ---- | ---- | ---- | ---- | ---- | ---- | ---- | ---- | ---- |
| 562  | 541  | 493  | 502  | 486  | 473  | 487  | 467  | 434  |

| 2019 | 2022 | - | - | - | - | - | - | - |
| ---- | ---- | - | - | - | - | - | - | - |
| 438  | 437  | - | - | - | - | - | - | - |

## Photographies

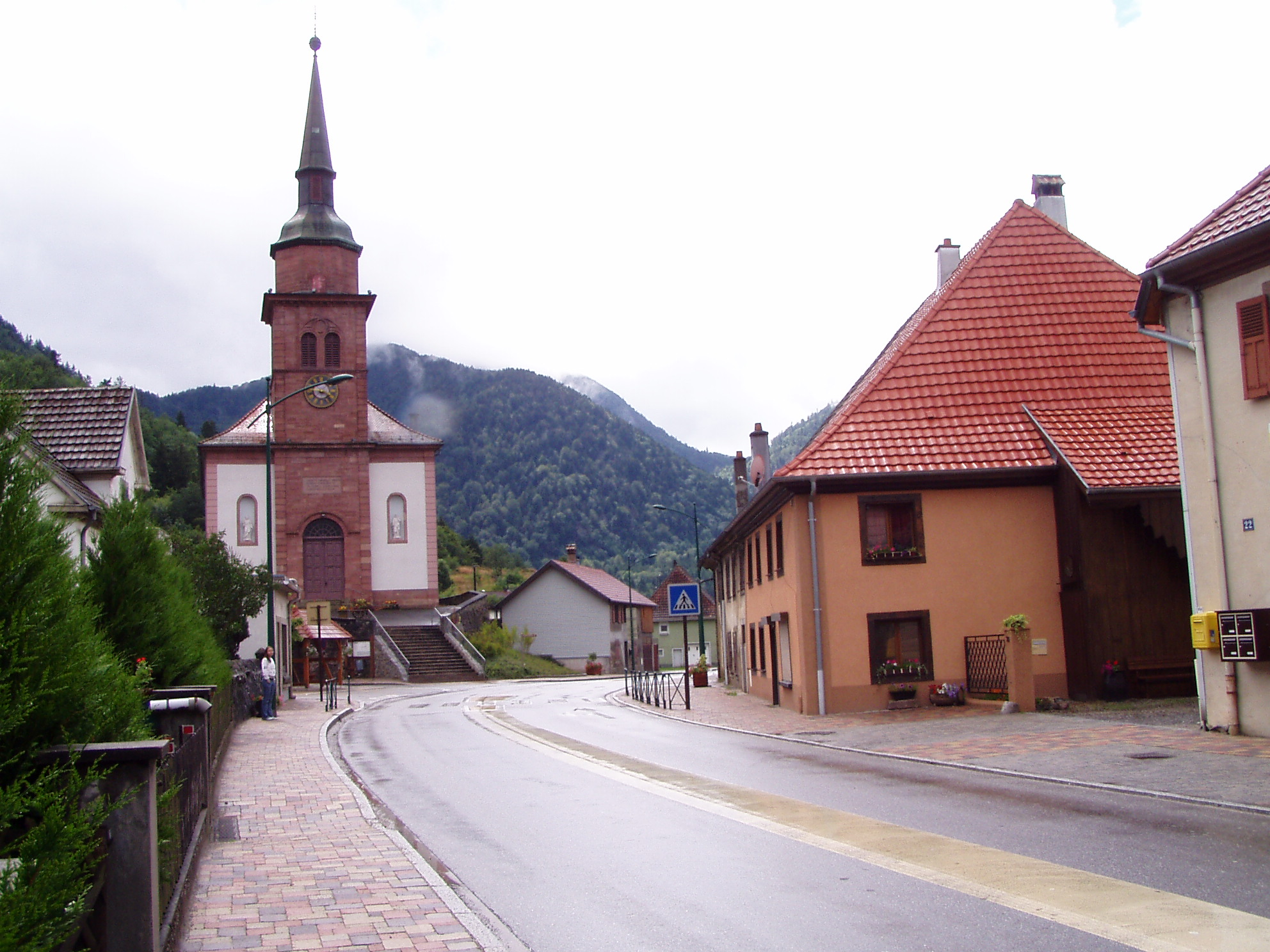
Grand'rue (RN 66) à Urbès.
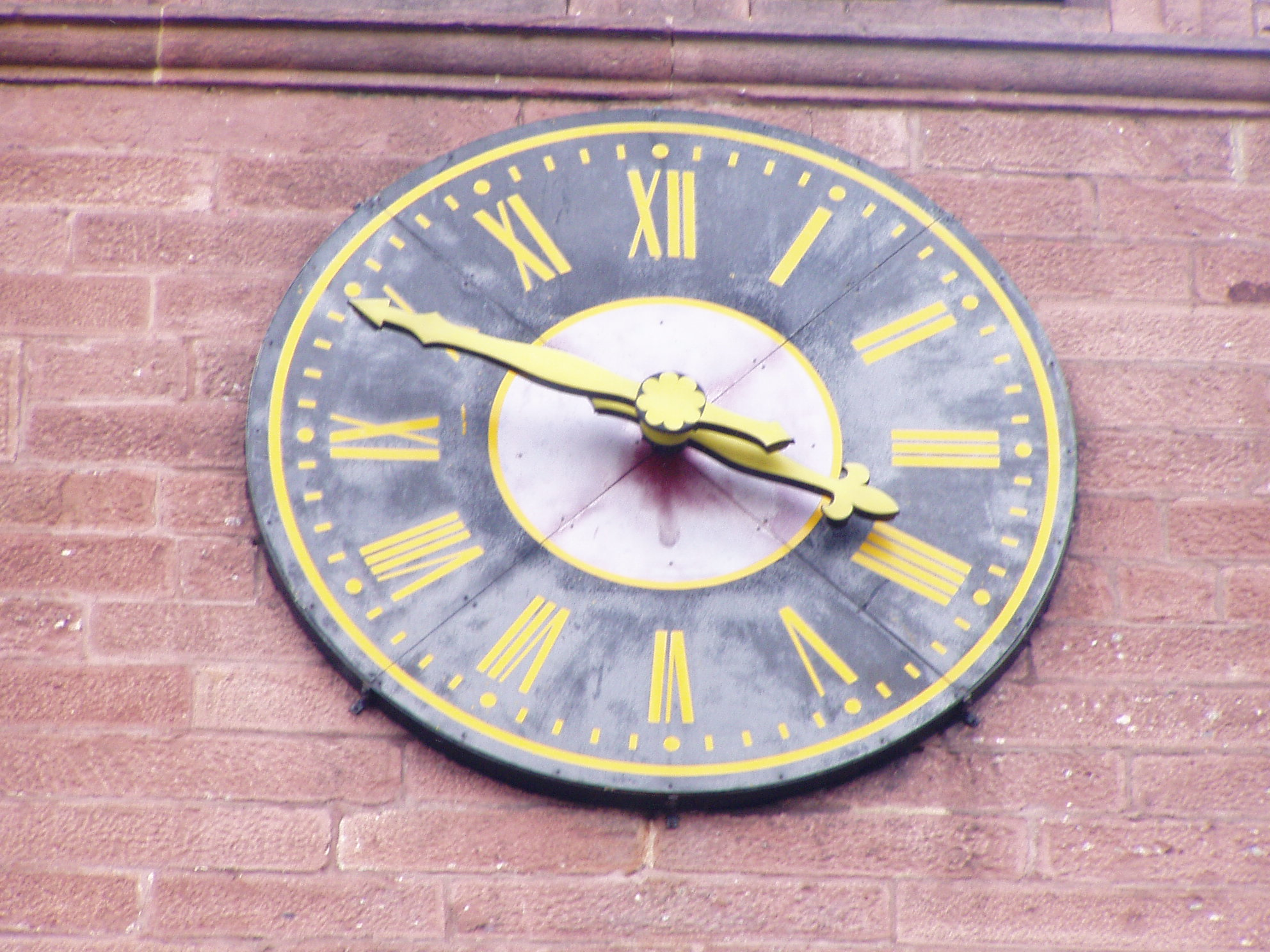
L'horloge de l'église.
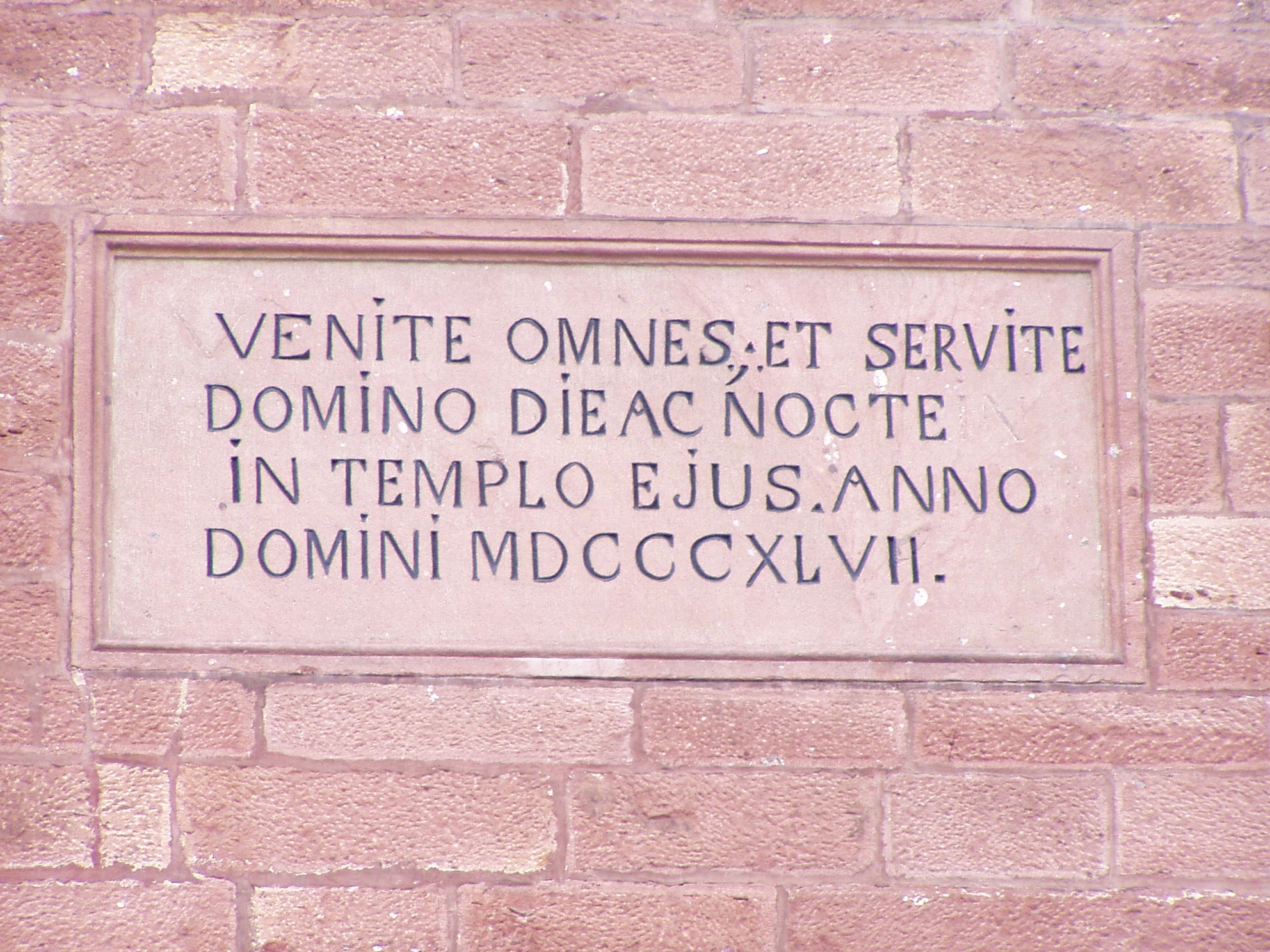
Plaque avec la date de construction de l'église.
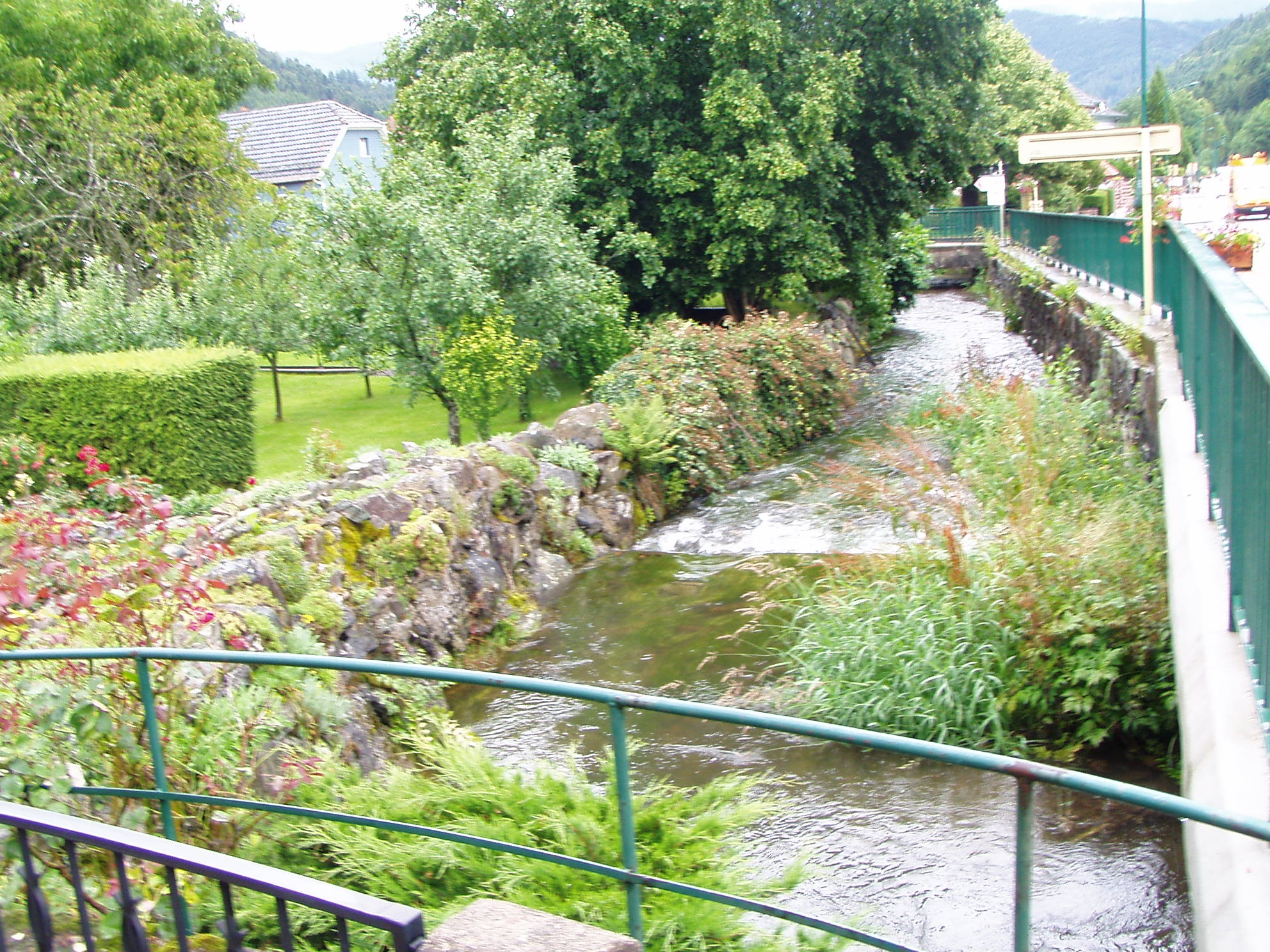
Rivière.

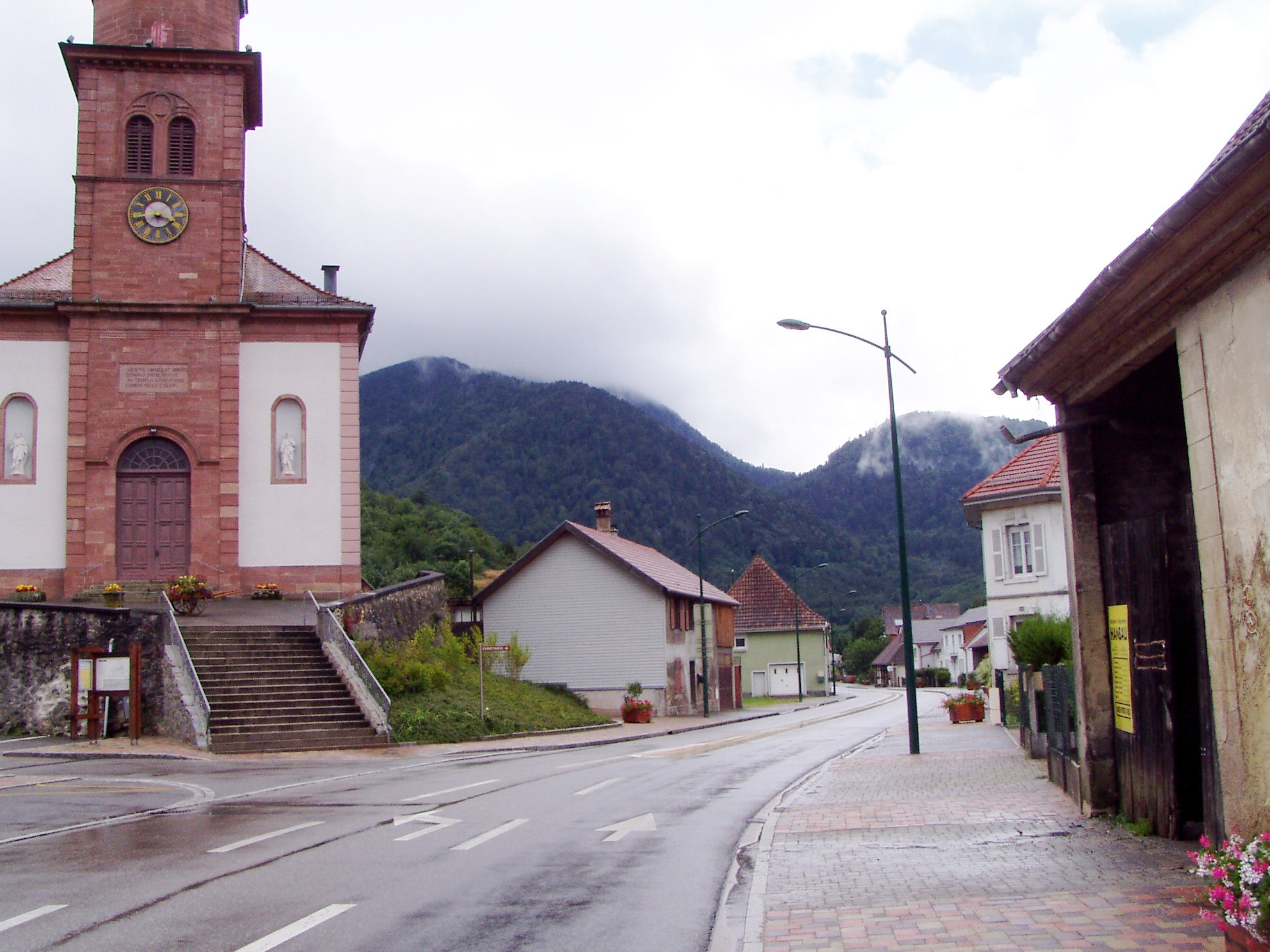
Grand'rue (RN 66).
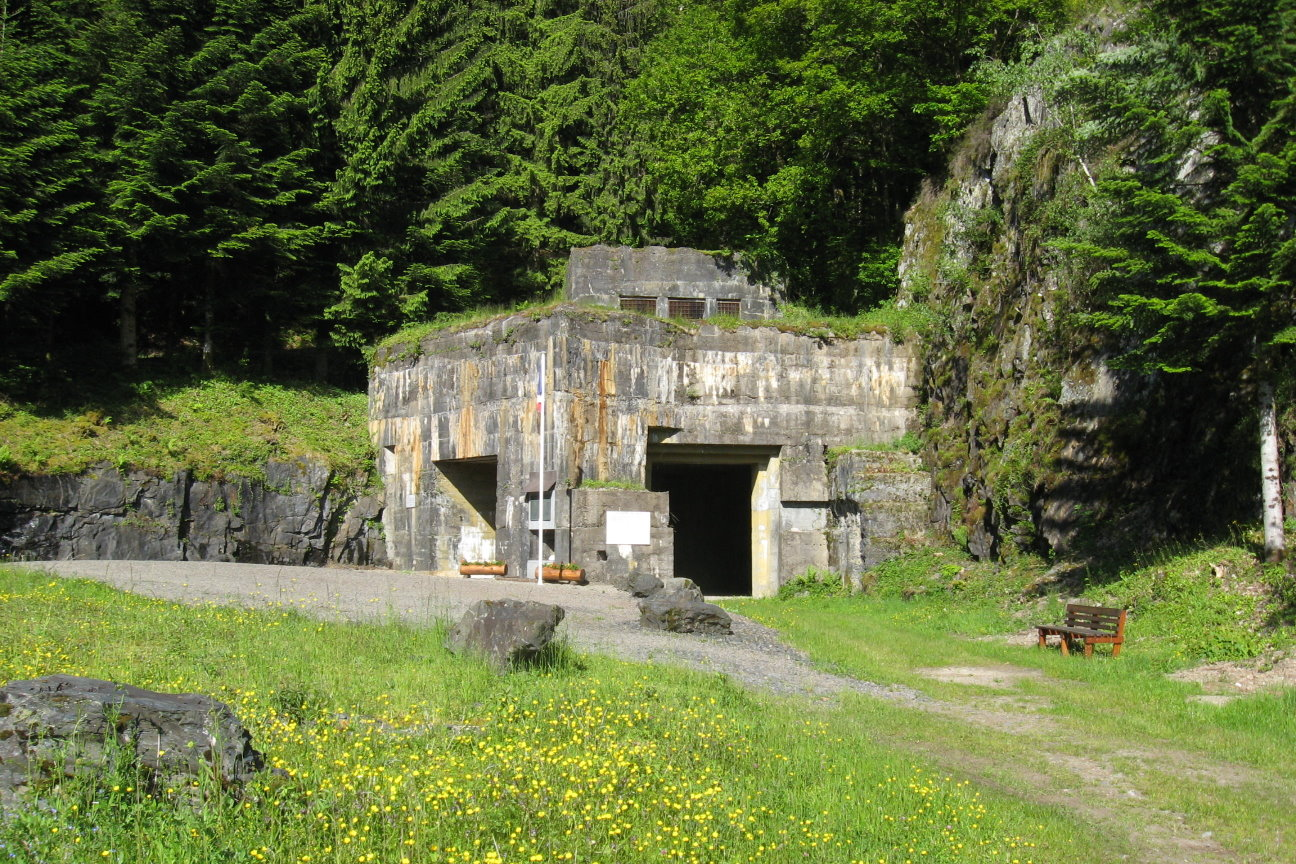
Tunnel d'Urbès.
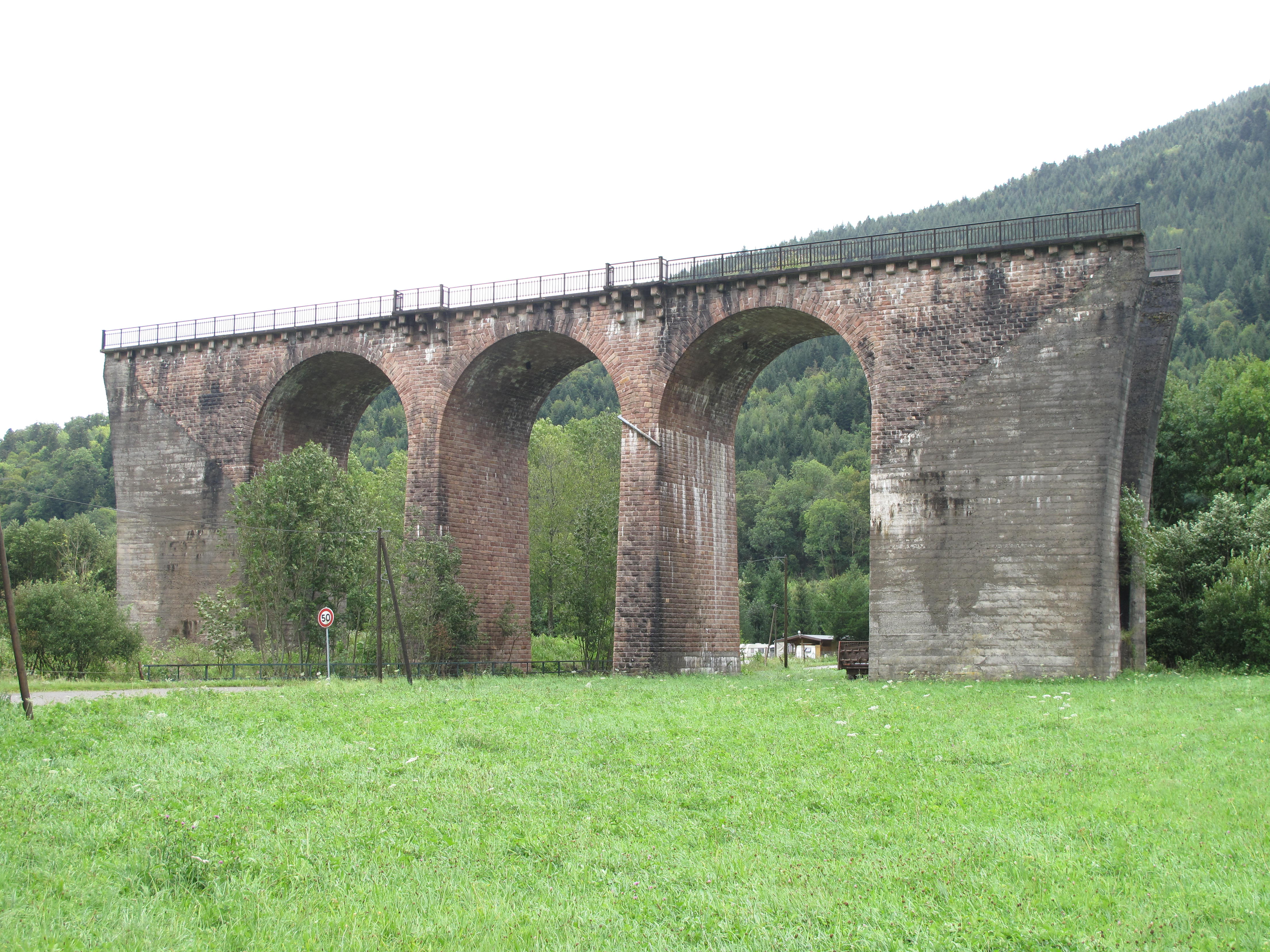
Viaduc.
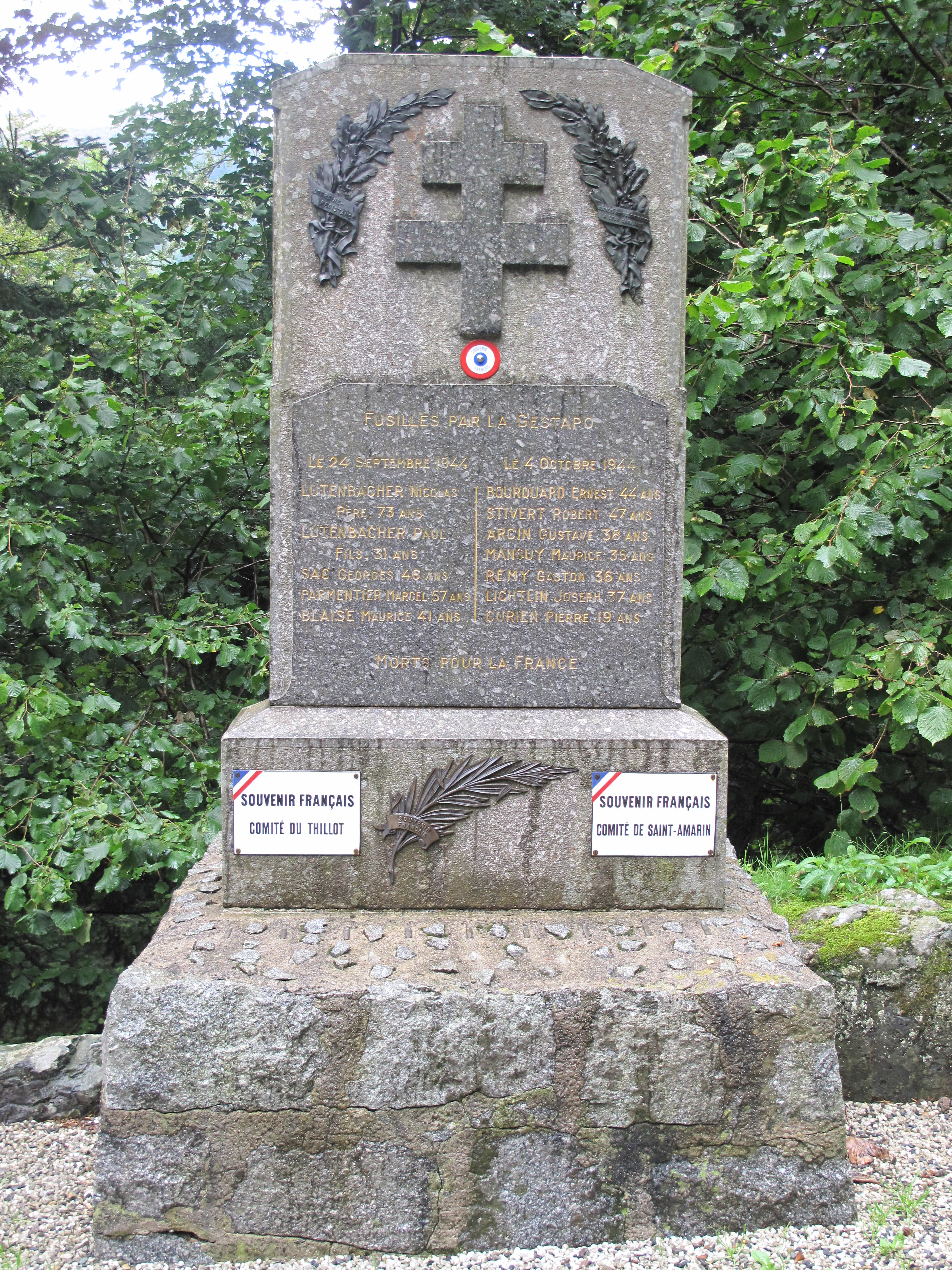
Mémorial de Steingraben[36].